# 김채욱
김채욱은 조선로동당 중앙위원회 정치국 위원을 역임한 조선민주주의인민공화국의 정치인이다.

## 생애
1946년 8월 30일 조선로동당 제1기 중앙위원회 위원으로 선출되었다. 그는 1948년 8월 1948년 최고인민회의 대의원 선거에서 북한 최고인민회의 제1기 의원으로 당선됐다.

## 관련 문헌
- So, Chae-jong; Suh, Jae-jung (2013). 《Origins of North Korea's Juche: Colonialism, War, and Development》 1판. Rowman & Littlefield. ISBN 978-0-7391-7658-0.
- Suh, Dae-sook (1981). 《Korean Communism 1945–1980: A Reference Guide to the Political System》 1판. University Press of Hawaii. ISBN 0-8248-0740-5.